# Permission to Land
Permission to Land är det brittiska rockbandet The Darkness debutalbum, utgivet den 7 juli 2003 i Storbritannien och den 5 augusti samma år i USA via Atlantic Records. Albumet producerades av Pedro Ferreira och den större delen av albumet spelades in i Chapel Studios i Lincolnshire under senare delen av 2002. Fyra av låtarna gavs ut som singlar, "Get Your Hands off My Woman", "Growing on Me", "I Believe in a Thing Called Love" och "Love Is Only a Feeling".
Permission to Land är gruppens hittills mest framgångsrika album; i Storbritannien gick skivan upp på förstaplatsen på albumlistan och har där också sålt platina fyra gånger, vilket är över 1 200 000 exemplar. Totalt har albumet sålt över 2 800 000 exemplar över hela världen. Albumet vann år 2003 en Kerrang! Award och året därpå en BRIT Award, för bästa album respektive bästa brittiska album. I USA har albumet sålt i över 500 000 exemplar och tog sig som bäst upp till plats 36 på Billboard 200. Permission to Land nådde också topp-10 i Kanada, Irland, Nya Zeeland och Sverige.

## Historia

### Bakgrund
Under sommaren 2002 hade bandet börjat få uppmärksamhet i media och i tidningen Dazed and Confused fanns en 12-sidor lång artikel om bandet. Trots detta hade gruppen inte lyckats få något skivkontrakt, men gav ändå den 12 augusti ut EPn I Believe in a Thing Called Love. På EP:n fanns tre låtar som senare också skulle återfinnas på Permission to Land; "I Believe in a Thing Called Love", "Love on the Rocks with No Ice" och "Love Is Only a Feeling". Den 15 september vann gruppen In the City; en tävling för osignerade band. Gruppen var efter segern fortfarande osignerade. Enligt Ian Johnsen, som var delägare i skivbolaget Must Destroy, berodde detta på att folk inom skivindustrin "skulle riskera att förlora trovärdighet inför deras chefer" om de signerade gruppen.

### Inspelning och produktion
"Vi spelade in albumet på två veckor. I början försökte jag jobba mellan 11:00 och 01:00, men mot slutet var det nästan 24 timmar om dygnet. Det var väldigt roande, men det är alltid stressigt när man jobbar med dessa saker. Jag är lite av en perfektionist, men vi har ett riktigt bra förhållande. [...] De är fantastiska gitarrister - solon tog inte alls lång tid att spela in. "Holding My Own" har tre solon av Justin och på "Love Is Only a Feeling" hade vi Dan som spelade 13 akustiska gitarrslingor, så de var så klart pålagda! Det behövdes inte så mycket redigering; vi satsade på att få riktigt bra tagningar. Jag spelade in det på band och sen in i Pro Tools. Jag kanske tog en vers från en tagning och en refräng från en annan, men det var allt."
Den 5 september 2002 rapporterade The Darkness på sin officiella webbplats att, som en uppföljare till EP:n I Believe in a Thing Called Love, ett debutalbum planerades. Man meddelade också att albumet skulle spelas in under september och oktober 2002 och att det planerades att ges ut i början av 2003. Sångaren Justin Hawkins finansierade hela albumet själv och man anlitade Pedro Ferreira, som tidigare arbetat med bland andra Stereophonics, som producent. Ferreira hade så tidigt som 2000 också hjälpt gruppen att spela in flera demos. Den större delen av albumet spelades in i Chapel Studios i Lincolnshire medan endast en mindre del av sången spelades in i Paul Smith Music Studios i London. Enligt Justin hade gruppen "runt 50" låtar att välja bland till albumet. Till en början var tanken att albumet skulle öppna med den instrumentala "Bareback", som senare istället återfanns som b-sida till "Growing on Me". "Friday Night" och "Growing on Me", som vid tillpunkten var relativt nyskrivna låtar, var tilltänkta som b-sidor. All rytmgitarrer, bas och trummor spelades in live och alla gitarrsolon, piano, orgel och all sång lades på senare. I låten "Love Is Only a Feeling" spelade Dan Hawkins in 13 akustiska gitarrer för att få till ett bouzoukiljud. Albumet mixades av Ferreira på The Roundhouse och mastrades på Exchange av Mick Marsh, båda i London. I slutet av 2002, den 27 november, meddelades det på bandets officiella webbplats att inspelningen av albumet var klart.
Justin Hawkins har liknat albumet med Pump av Aerosmith; "Jag vet att det inte alls är som vårt album [...] Jag gillar faktumet att den sista låten är en ballad. Albumet handlar om sexuell njutning och att ha roligt, men det slutar med en sentimental ballad som säger 'jag är väldigt känslosam och jag skulle vilja att du kom tillbaka'. Innan den sista låten handlar allt om att ha sex och att dansa!"

### Lansering

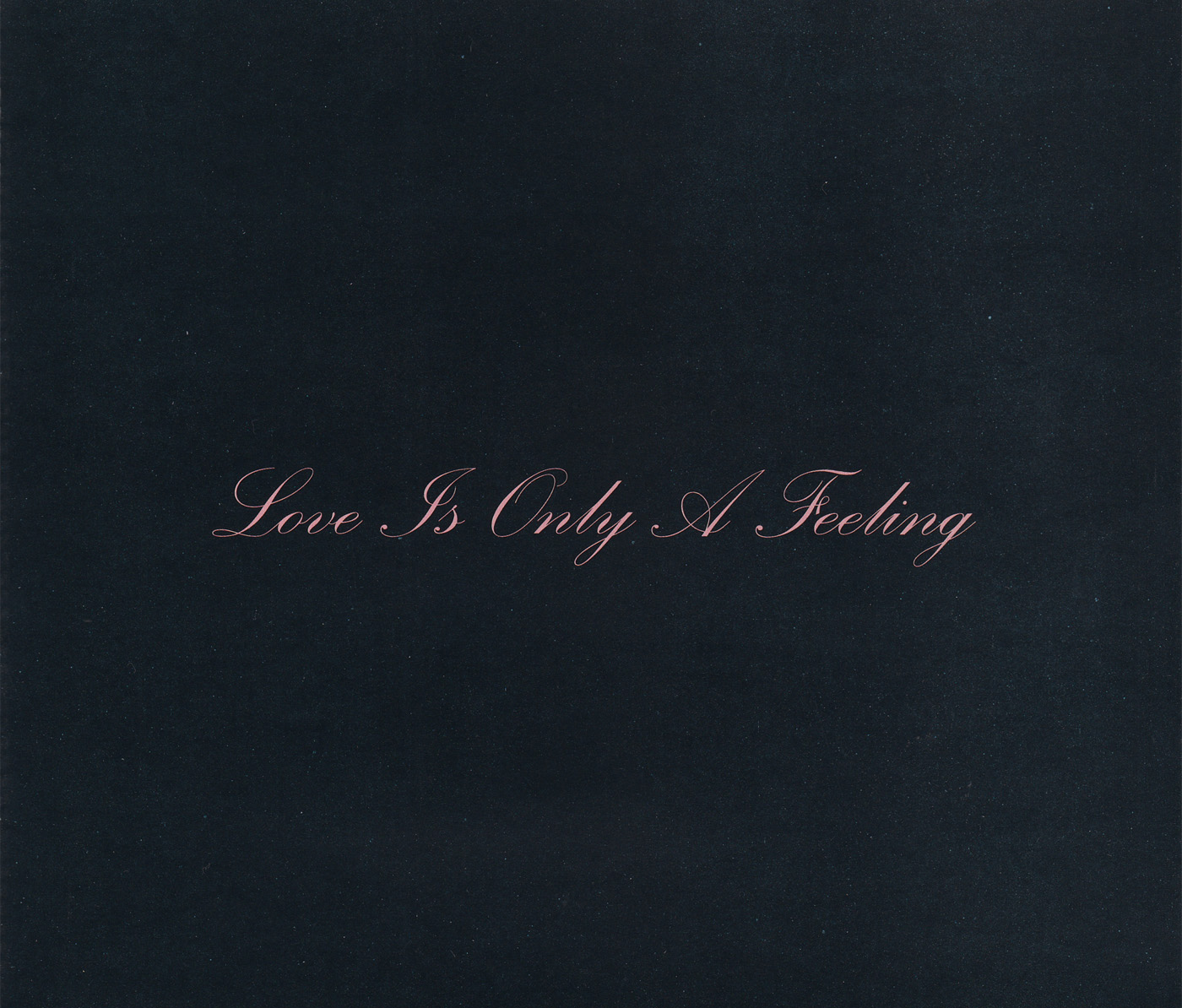
"Love Is Only a Feeling" gavs ut som fjärde singel från albumet.

På julafton 2002 meddelade gruppen att albumet, som då ännu inte hade något namn, skulle komma att ges ut under sommaren 2003 och att albumets första singel, "Get Your Hands off My Woman" skulle ges ut i slutet av februari 2003. Låten blev The Darkness första att ta sig in på den brittiska singellistan. Den 8 mars 2003 debuterade den på plats 43, vilket också blev låtens högsta placering. Albumet hade fortfarande ingen titel den 23 april, då bandet tillkännagav albumets utgivningsdatum; 7 juli 2003. Samtidigt tillkännagav man att albumets andra singel skulle komma att bli "Growing on Me". Drygt en månad senare, den 22 maj, avslöjades albumets titel, Permission to Land, på bandets officiella webbplats. Det fanns ett flertal andra namnförslag till albumet; "Bad Pennis", "Canary Dwarf", "Spaceship", "Do They Know It's Christmas?" samt "Thank You, That Will Suffice For Me, Now If You Please Some Sex For My Friends" som var närmast att vinna, enligt Justin. "Growing on Me" gick in på singellistan i Storbritannien på plats elva och låg totalt fem veckor på listan, varav två av dessa på topp-20. Permission to Land gavs ut i Storbritannien den 7 juli 2003 genom Must Destroy och Atlantic Records. Albumet debuterade på den brittiska albumlistan som tvåa, efter Beyoncé Knowles debutalbum Dangerously in Love. Sju veckor senare nådde dock albumet förstaplatsen. Albumet låg, från den 6 till den 27 september, fyra veckor i följd på plats nummer ett i Storbritannien innan Absolution av Muse tog över förstplatsen, och låg totalt i 21 veckor på topp-10. Den 24 juli 2004, över ett år efter att albumet givit ut, låg det på plats 74 och lämnade veckan därpå topp-75. Totalt har Permission to Land sålt i över 1 200 000 exemplar i Storbritannien, vilket motsvarar platina fyra gånger. Albumet har uppnått platinastatus även i Australien och Nya Zeeland där det har sålt i över 70 000 respektive 15 000 exemplar, samt i Kanada där det har sålt i över 100 000 exemplar. I Sverige tog sig albumet upp på en åttonde plats som bäst och certifierades i februari 2004 med en guldskiva.
Den tredje singeln från albumet, "I Believe in a Thing Called Love", gavs ut den 22 september 2003. Låten gick i Storbritannien in på plats två den 4 oktober, endast slagen av Black Eyed Peas låt "Where Is The Love?". Låten låg totalt elva veckor på listan, varav de första sju av dessa på topp-20. Singeln belönades av British Phonographic Industry den 22 juli 2013 med en silverskiva vilket innebär att den sålt i över 200 000 exemplar i Storbritannien. I övriga länder nådde låten topp-20 i bland annat; Nederländerna, Nya Zeeland, Norge och Sverige. I USA har den sålt i över 500 000 exemplar och har därmed certifierats med en guldskiva. Albumets sista singel, "Love Is Only a Feeling", gavs ut den 22 mars 2004 och blev The Darkness tredje raka singel att ta sig in på topp-5 på den brittiska singellistan då den nådde just plats fem. Låten "Friday Night" var egentligen tänkt som sista singel, och man gjorde till och med en musikvideo till låten. Den gavs dock senare endast ut som promo.

### Mottagande
Albumet mottog mestadels positiva recensioner i media. Metacritic, som tilldelar en genomsnittlig poäng från professionella recensenter, ger Permission to Land 79 av 100 poäng, baserat på 19 recensioner. BBC skrev i en recension att "på det hela taget är detta ett imponerande debutalbum, och som en frisk vind till de som är trötta på de introverta och ultraseriösa banden såsom Coldplay och Radiohead. The Darkness kommer att bli stora." Pitchforks Scott Plagenhoef gav albumet 8,4 av 10 i betyg och nämnde bland annat att The Darkness är "en blandning av 70-tals pomparock, tidigt 80-tals metal och bombastiskt glittrande arenarock. Det de gör exemplifieras kanske bäst med "I Believe in a Thing Called Love", som på ett effektivt sätt blandar deras känsla för teatralitet och grandiositet med deras förkärlek för bra pophookar." Rob Kemp på Rolling Stone hyllade låtarna "Get Your Hands off My Woman" och "Givin' Up" och skrev att "Permission to Land är det första retro metalalbum som är värt mer än ett tillfälligt skratt. 80-talshårdrocken lever och mår bra i The Darkness händer." I sin recension för Allmusic skrev Heather Phares; "Trots att Permission to Land inte riktigt är lika metal som dess singlar föreslog, är albumet förvånansvärt bra [...]" Hon jämförde bandet, likt många andra, med Kiss, Queen och Judas Priest och tyckte att de första två tredjedelarna av albumet är "nästintill prickfritt."
Även i Sverige fick albumet positiva recensioner. På Kritiker.se, som likt Metacritic tilldelar en genomsnittlig poäng från professionella recensenter, har albumet 3,6 av 5 poäng, baserat på fyra recensioner. I en recension i Svenska Dagbladet av Stefan Malmqvist fick albumet fem av sex i betyg. Malmqvist beskrev låtarna "Black Shuck" och "Love on the Rocks with No Ice" som "AC/DC korsat med Queen." Expressens Andreas Nordström gav albumet fyra av fem i betyg och skrev "...det här är rockopera med catsuiten så ohälsosamt långt uppdragen i stjärten att den enda utvägen är att sjunga i falsett. Det är heavy metal-karaoke med bröderna Bronett, AC/DC och Whitesnake som kapellmästare. [...] En hyllning till rockmyten där ingen överdrift är kolossal nog och som skulle tatuerat in The Darkness i rockhistorien om de verkat på 70-talet". Dagensskiva.com gav albumet en negativ recension och endast 2 av 8 i betyg; "Jag kan inte gilla det här mer än jag gillar ett coverband på ett fjällhotell. Det svänger ibland, men det saknar eget liv. The Darkness har likt en vampyr sugit ut blodet ur boogierock, heavy metal och glamrock från människor som i sin ungdom hade verklig inspiration. Problemet är att inspirationen inte följde med."

## Turné

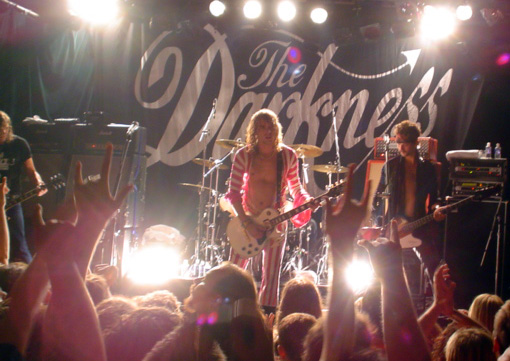
The Darkness live i Australien i januari 2004.

Den Europeiska delen av Permission to Land-turnén påbörjades den 10 februari 2004 på The Max i Amsterdam i Nederländerna. Man gjorde totalt 15 konserter i tio olika länder. Under den sista konserten på Europeiska delen av turnén, 2 mars i Élysée Montmartre, Paris, spelade man den då nya låten "Wanker" live för första och sista gången. "Wanker" kom senare att ges ut som B-sida på "One Way Ticket". Den Nordamerikanska delen av turnén påbörjades den 26 mars 2004 på Eagles Ballroom i Milwaukee och bestod av 35 konserter. Under denna turné spelades två nya låtar; "Up Shit Creek" och "Hazel Eyes", varav den sistnämnda senare gavs ut på gruppens efterföljande studioalbum, One Way Ticket to Hell ...and Back. Hela turnén avslutades med en konsert på Borgata Hotel i Atlantic City den 27 juni 2004. Den enda låten från Permission to Land som inte spelades live var "Holding My Own" – den spelades live i sin helhet för första gången den 12 november 2013 på Electric Ballroom i England.

## Låtlista
Alla låtar är skrivna och komponerade av Justin Hawkins, Dan Hawkins, Frankie Poullain och Ed Graham. 
| Nr  | Titel                            | Längd |
| --- | -------------------------------- | ----- |
| 1.  | Black Shuck                      | 3:20  |
| 2.  | Get Your Hands off My Woman      | 2:46  |
| 3.  | Growing on Me                    | 3:29  |
| 4.  | I Believe in a Thing Called Love | 3:36  |
| 5.  | Love Is Only a Feeling           | 4:19  |
| 6.  | Givin' Up                        | 3:34  |
| 7.  | Stuck in a Rut                   | 3:17  |
| 8.  | Friday Night                     | 2:56  |
| 9.  | Love on the Rocks with No Ice    | 5:56  |
| 10. | Holding My Own                   | 4:56  |

| 11. | The Best of Me | 3:18 |
| 12. | Makin' Out     | 3:49 |

| 1. | History of the Darkness (dokumentär)                 | 20:00 |
| 2. | Get Your Hands off My Woman (live at the Astoria)    | 4:33  |
| 3. | I Believe in a Thing Called Love (live at Knebworth) | 4:43  |

## Medverkande
| The Darkness - Justin Hawkins — sång, gitarr, synthesizer, piano - Dan Hawkins — gitarr - Frankie Poullain — bas - Ed Graham — trummor | Produktion - Pedro Ferreira — producent, mixning, ljudtekniker - Will Bartle — inspelningassistent - Nick Taylor — mixningsassistent - Mick Marsh — mastering Omslag - Patrick Ford — foton - Bruce Brand — omslag |

## Listplaceringar och certifikat
| Land           | Organisation | Topplacering | Sålda ex.  | Certifikat   | Ref           |
| -------------- | ------------ | ------------ | ---------- | ------------ | ------------- |
| Australien     | ARIA         | 17           | 70 000+    | Platina      | [ 26 ] [ 27 ] |
| Belgien        | IFPI         | 43           |            |              | [ 26 ]        |
| Danmark        | IFPI         | 21           | 15 000+    | Guld         | [ 26 ] [ 28 ] |
| Finland        | IFPI         | 17           |            |              | [ 26 ]        |
| Frankrike      | SNEP         | 62           |            |              | [ 26 ]        |
| Kanada         | CRIA         | 10           | 100 000+   | Platina      | [ 29 ] [ 30 ] |
| Irland         | IRMA         | 2            |            |              | [ 11 ]        |
| Italien        | FIMI         | 16           |            |              | [ 26 ]        |
| Nederländerna  | NVPI         | 30           |            |              | [ 26 ]        |
| Norge          | IFPI         | 13           |            |              | [ 26 ]        |
| Nya Zeeland    | RIANZ        | 5            | 15 000+    | Platina      | [ 26 ] [ 31 ] |
| Schweiz        | IFPI         | 59           |            |              | [ 26 ]        |
| Storbritannien | BPI          | 1            | 1 200 000+ | Platina (x4) | [ 1 ] [ 11 ]  |
| Sverige        | IFPI         | 8            | 20 000+    | Guld         | [ 12 ] [ 26 ] |
| Tyskland       | IFPI         | 19           |            |              | [ 11 ]        |
| USA            | RIAA         | 36           | 500 000+   | Guld         | [ 4 ] [ 32 ]  |
| Österrike      | IFPI         | 17           |            |              | [ 26 ]        |

## Utgivningsdatum
| Datum             | Land                          |
| ----------------- | ----------------------------- |
| 7 juli 2003       | Storbritannien                |
| 17 september 2003 | Danmark Finland Norge Sverige |
| 5 augusti 2003    | USA                           |

## Utmärkelser
Permission to Land inbringade två stora musikpriser i Storbritannien åt gruppen. 2003 var The Darkness nominerade till både en Kerrang! Award, som de senare vann, och till Mercury Music Prize, som vanns av Boy in Da Corner av rapparen Dizzee Rascal. Året därpå tog albumet även hem en BRIT Award.
| Datum            | Pris                | Utmärkelse               | Resultat  |
| ---------------- | ------------------- | ------------------------ | --------- |
| 21 augusti 2003  | Kerrang! Awards     | Best album               | Vann      |
| 9 september 2003 | Mercury Music Prize | Best album               | Nominerad |
| 24 oktober 2003  | Pop Factory Awards  | Best album               | Vann      |
| 12 februari 2004 | NME Awards          | Best album               | Nominerad |
| 17 februari 2004 | BRIT Awards         | Mastercard British album | Vann      |